# Triquetrella preissiana
Triquetrella preissiana là một loài Rêu trong họ Pottiaceae. Loài này được (Hampe) Müll. Hal. miêu tả khoa học đầu tiên năm 1897.